# Dhany
Daniela Galli, connue sous le nom de scène Dhany, est née le 23 octobre 1972 à Reggio d'Émilie, en Émilie-Romagne (Italie)[réf. souhaitée]. C'est une chanteuse qui a commencé sa carrière en 1995 et qui a coopéré avec des groupes tels que KMC ou Benassi Bros.
Sa voix est influencée par des rythmes R&B et soul.

## Biographie
Avant Benassi Bros, Dhany a collaboré avec le groupe KMC, 2 singles ont vu le jour : Somebody To Touch Me et Street Life qui ont bien marché en club.
En parallèle à KMC, Dhany sort Quiero Respirar, qui est devenu un hit en Amérique du Sud.
En 2000, elle est conviée par Mumm à participer à son titre I Wanna Be Free ; puis en 2001, KMC sort le titre I Feel So Fine toujours en "featuring" avec Dhany, qui a connu un excellent classement. Un autre projet avec Al.Ben (du duo formant Benassi Bros) : leur titre Run To Me (titre repris sur Phobia de Benassi Bros).
Après ces succès dance, Dhany se consacre à un projet pop avec le groupe italien Links, ceci lui permettra de faire des tournées.
Vient ensuite un tournant important dans sa carrière : le projet Benassi Bros.
Elle a collaboré à l'écriture des titres de Pumphonia, le 1er album de Benassi Bros sorti en 2004 (elle a participé à 10 des 12 titres au niveau écriture des textes mais également à quelques chansons en tant que principale chanteuse). Après Illusion feat. Sandy, le collectif Benassi Bros sort Hit My Heart en featuring avec Dhany, le titre est un succès carton en club.
Après le succès de Pumphonia, Benassi Bros est de retour en 2005 avec le 2e album : Phobia, Dhany fait toujours partie du projet tout d'abord niveau écriture (8 titres sur 12) et elle est également plus présente niveau vocal : elle pose sa voix sur 4 titres : Make Me Feel, Every Single Day, Somebody To Touch Me et Run To Me.
Le 1er single de ce nouvel opus est Make Me Feel connait un bon classement, mais va vite être remplacé par Every Single Day qui a très bien marché en clubs. Après Every Single Day, Benassi Bros demande à Dhany de poser sa voix pour Rocket In The Sky qui à la base était chanté par Naan, mais son contrat ne lui permet pas de sortir des singles, donc Dhany ré-enregistre Rocket In The Sky le titre a assez bien marché mais pas autant que les anciens titres, peut-être à cause de son changement d'atmosphère et niveau mélodie.
En juillet 2006, Dhany sort un nouveau single "Miles Of Love". En 2007, Dhany sort "Let It Go" et un album, "E - Motions", produit par Alle et Benny Benassi.
En février 2008, Dhany sort un nouveau single (le troisième de l'album de 2007), qui s'intitule "U & I" et qui "raconte des faits réelles" a-t-elle déclarée. Malheureusement, ces singles n'auront que très peu de succès, car manque de promo (pas de clip..), de même que son album; qui comporte pourtant de bonne musiques House...
En mars 2008, un mois après "U & I" sort un très bon hit Dance, "Break The Wall" où Dhany a coopéré avec la chanteuse Sandy Chambers. Produit par les cousins Benassi, ce single n'a pas atteint un grand succès, malgré sa présence sur quelques compilations Dance-House.
Le 7 septembre 2010 elle a donné naissance à une petite fille Beatrice.

## Discographie

### Albums
- Quiero Respirar de Dhany (1999)
- E-Motions de Dhany (2007)

### Singles
- Somebody To Touch Me (feat. KMC) (1995)
- Street Life (feat. KMC) (1996)
- Dha-Dha Tune (1997)
- Yo Quiero Respirar (One Day In Paradise) (1998)
- Shut Up (2000)
- I Wanna Be Free (vs. Mumm) (2001)
- I Feel So Fine (feat. KMC) (2001)
- Song From The Love Dance (feat. Mystic Diversion) (2001)
- Run To Me (feat. Al.Ben) (2002)
- Liberamente (avec Links) (2002)
- Seguimi (avec Links) (2002)
- Ad Ogni Mio Respiro (avec Links) (2002)
- Pioggia Di Polvere (avec Links) (2003)
- Fascino E Vanita  (avec Links) (2003)
- Dentro Di Me (avec Links) (2003)
- Hit My Heart (feat. Benassi Bros.) (2004)
- Make Me Feel (feat. Benassi Bros.)  (2005)
- Every Single Day (feat. Benassi Bros.) (2005)
- Rocket In The Sky (feat. Benassi Bros.) (2005)
- Miles Of Love  (2006)
- Let It Go  (2007)
- The Rythm Of The Night / To The Beat (feat. Favretto & Jenny B) (2007)
- Moscow Never Sleeps (feat. DJ Smash & Alex Gaudino) (2007)
- Inside (Da-Riet) (feat. Oda Main) (2007)
- U and I (2008)
- Break The Wall (vs. Sandy Chambers) (2008)
- The Real Thing (feat. Donati & Amato) (2009)
- The Love You've Got (feat. Frizzy Sounds) (2010)
- On Your Road (feat. DJ Micro) (2010)
- Dangerous (feat. Damian William) (2010)
- Until The Sunrise (feat. Stefano Pain and Mattias)